# Volcano
Volcano este cel de-al cincilea album de studio al formației Satyricon. Cu acest album formația a câștigat premiul Spellemannprisen (cel mai important premiu muzical din Norvegia) la categoria "Cel Mai Bun Album Metal". 
Într-un interviu din 2004 Satyr explică stilul muzical al formației:
"Suntem o formație black metal orientată spre rock cu unele tendințe progresive. Volcano ilustrează acest lucru mai bine decât oricare alt album al nostru."
Revista Terrorizer a clasat Volcano pe locul 10 în clasamentul "Cele mai bune 40 de albume ale anului 2002".

## Lista pieselor
1. "With Ravenous Hunger" - 06:40
2. "Angstridden" - 06:22
3. "Fuel For Hatred" - 03:53
4. "Suffering The Tyrants" - 05:07
5. "Possessed" - 05:21
6. "Repined Bastard Nation" - 05:44
7. "Mental Mercury" - 06:52
8. "Black Lava" - 14:31

## Personal
- Satyr - vocal, chitară, chitară bas
- Frost - baterie
- Erik Ljunggren - sintetizator (sesiune)

## Clasament
| Țara     | Poziția |
| -------- | ------- |
| Norvegia | 4       |